# Les Belles de Saint-Trinian
Série St. Trinian's
Fric-Fracs à gogo
(1957)
Pour plus de détails, voir Fiche technique et Distribution.
Les Belles de Saint-Trinian (titre original : The Belles of St. Trinian's) est un film britannique réalisé par Frank Launder, sorti en 1954. 
Le film fait partie d'une série de plusieurs films inspirés par l'œuvre du dessinateur Ronald Searle.

## Synopsis
Le film se passe à St. Trinian, un pensionnat de jeunes filles britannique où les jeunes élèves sont plus intéressées par les courses que par les livres, en même temps qu'elles essayent de trouver le meilleur moyen pour devenir riches rapidement. Elles sont encouragées par le frère de la directrice, joué par Alastair Sim, lequel incarne également ladite directrice.

## Fiche technique
- Titre : Les Belles de Saint-Trinian
- Titre original : The Belles of St. Trinian's
- Réalisation : Frank Launder
- Scénario : Sidney Gilliat, Frank Launder et Val Valentine, d'après la série dessinée de Ronald Searle
- Images : Stanley Pavey
- Musique : Malcolm Arnold
- Production : Sidney Gilliat et Frank Launder (non crédités), pour British Lion Film Corporation
- Montage : Thelma Connell
- Décors : Joseph Bato
- Costumes : Anna Duse
- Pays d'origine : Royaume-Uni
- Format : Noir et Blanc - 1,37:1
- Genre cinématographique : Comédie
- Durée : 91 minutes
- Date de sortie : 28 septembre 1954

## Distribution
- Alastair Sim : Millicent Fritton/ Clarence Fritton
- Joyce Grenfell : la femme agent de police Ruby Gates
- George Cole : "Flash" Harry
- Hermione Baddeley : Miss Drownder
- Betty Ann Davies : Miss Waters
- Renee Houston : Miss Brimmer
- Beryl Reid : Miss Wilson
- Irene Handl : Miss Gale
- Mary Merrall : Miss Buckland
- Joan Sims : Miss Dawn
- Eric Pohlmann : Sultan
- Sid James : Benny
- Ronald Searle : un parent en visite (non crédité)
- Roger Delgado : l'assistant du sultan